# Campeonato regional de fútbol de Santiago Sur 2013-14
El campeonato regional de Santiago Sur 2013-14 es el campeonato que se juega en la parte sur de la isla de Santiago. Empezó el 15 de noviembre de 2013 y terminó el 30 de marzo de 2014. El torneo lo organiza la federación de fútbol de Santiago Sur. Sporting Clube da Praia es el equipo defensor del título. El Vitória subió de la segunda división.
El Sporting Clube da Praia quedó campeón. El Varanda desciende al quedar en última posición. De segunda división asciende el equipo Os Garridos

## Equipos participantes
- Académica da Praia
- AD Bairro
- FC Boavista
- Celtic Futebol Clube
- Desportivo da Praia
- Sporting Clube da Praia
- Tchadense
- CD Travadores
- Varanda
- Vitória

## Tabla de posiciones
Actualizado a 30 de marzo de 2014
|    | Equipo                  | PJ | PG | PE | PP | GF | GC | DG  | PTS |
| -- | ----------------------- | -- | -- | -- | -- | -- | -- | --- | --- |
| 1  | Sporting Clube da Praia | 18 | 14 | 2  | 2  | 36 | 9  | +27 | 44  |
| 2  | CD Travadores           | 18 | 13 | 4  | 1  | 37 | 10 | +27 | 43  |
| 3  | Desportivo da Praia     | 18 | 10 | 6  | 2  | 37 | 17 | +20 | 36  |
| 4  | FC Boavista             | 18 | 9  | 4  | 5  | 29 | 21 | +8  | 31  |
| 5  | Vitória                 | 18 | 6  | 1  | 11 | 12 | 32 | -20 | 19  |
| 6  | Académica da Praia      | 18 | 4  | 6  | 8  | 21 | 26 | -5  | 18  |
| 7  | AD Bairro               | 18 | 4  | 4  | 10 | 13 | 23 | -10 | 16  |
| 8  | Celtic Futebol Clube    | 18 | 4  | 4  | 10 | 13 | 28 | -15 | 16  |
| 9  | Varanda                 | 18 | 5  | 0  | 13 | 22 | 37 | -15 | 15  |
| 10 | Tchadense               | 18 | 3  | 5  | 10 | 17 | 34 | -17 | 14  |

## Resultados
| Boavista        | 1 - 0 | Bairro           | 15 de noviembre |
| Académica Praia | 1 - 1 | Tchadense        | 16 de noviembre |
| Sporting Praia  | 0 - 1 | Travadores       | 16 de noviembre |
| Vitória         | 0 - 3 | Desportivo Praia | 17 de noviembre |
| Varanda         | 2 - 3 | Celtic           | 17 de noviembre |

| Tchadense        | 0 - 2 | Sporting Praia  | 22 de noviembre |
| Celtic           | 2 - 3 | Académica Praia | 23 de noviembre |
| Desportivo Praia | 4 - 0 | Varanda         | 23 de noviembre |
| Vitória          | 0 - 1 | Bairro          | 24 de noviembre |
| Travadores       | 1 - 1 | Boavista        | 24 de noviembre |

| Celtic          | 1 - 2 | Desportivo Praia | 22 de enero     |
| Varanda         | 1 - 0 | Bairro           | 30 de noviembre |
| Boavista        | 2 - 1 | Tchadense        | 30 de noviembre |
| Académica Praia | 0 - 4 | Sporting Praia   | 1 de diciembre  |
| Vitória         | 0 - 2 | Travadores       | 1 de diciembre  |

| Desportivo Praia | 1 - 0 | Académica Praia | 13 de diciembre |
| Bairro           | 0 - 0 | Celtic          | 14 de diciembre |
| Sporting Praia   | 1 - 0 | Boavista        | 14 de diciembre |
| Tchadense        | 0 - 2 | Vitória         | 15 de diciembre |
| Travadores       | 3 - 1 | Varanda         | 15 de diciembre |

| Vitória          | 1 - 2 | Sporting Praia | 20 de diciembre |
| Desportivo Praia | 4 - 2 | Bairro         | 21 de diciembre |
| Académica Praia  | 3 - 0 | Boavista       | 21 de diciembre |
| Varanda          | 3 - 0 | Tchadense      | 22 de diciembre |
| Celtic           | 0 - 3 | Travadores     | 22 de diciembre |

| Bairro         | 0 - 0 | Académica Praia  | 22 de enero |
| Travadores     | 1 - 1 | Desportivo Praia | 4 de enero  |
| Sporting Praia | 2 - 1 | Varanda          | 4 de enero  |
| Boavista       | 0 - 1 | Vitória          | 5 de enero  |
| Tchadense      | 1 - 1 | Celtic           | 5 de enero  |

| Desportivo Praia | 2 - 2 | Tchadense      | 10 de enero |
| Varanda          | 1 - 2 | Boavista       | 11 de enero |
| Celtic           | 0 - 1 | Sporting Praia | 11 de enero |
| Académica Praia  | 4 - 0 | Vitória        | 12 de enero |
| Bairro           | 0 - 3 | Travadores     | 13 de enero |

| Boavista       | 3 - 0 | Celtic           | 17 de junio |
| Vitória        | 2 - 0 | Varanda          | 18 de enero |
| Travadores     | 4 - 1 | Académica Praia  | 18 de enero |
| Tchadense      | 2 - 0 | Bairro           | 19 de enero |
| Sporting Praia | 2 - 1 | Desportivo Praia | 19 de enero |

| Travadores       | 2 - 0 | Tchadense      | 24 de enero |
| Desportivo Praia | 0 - 3 | Boavista       | 25 de enero |
| Bairro           | 0 - 1 | Sporting Praia | 25 de enero |
| Celtic           | 0 - 1 | Vitória        | 26 de enero |
| Académica Praia  | 3 - 1 | Varanda        | 26 de enero |

| Celtic           | 1 - 0 | Varanda         | 31 de enero  |
| Travadores       | 2 - 2 | Sporting Praia  | 1 de febrero |
| Desportivo Praia | 4 - 0 | Vitória         | 1 de febrero |
| Tchadense        | 0 - 0 | Académica Praia | 2 de marzo   |
| Bairro           | 0 - 1 | Boavista        | 2 de marzo   |

| Sporting Praia  | 3 - 0 | Tchadense        | 7 de febrero |
| Académica Praia | 1 - 2 | Celtic           | 8 de febrero |
| Boavista        | 2 - 0 | Travadores       | 8 de febrero |
| Varanda         | 2 - 3 | Desportivo Praia | 9 de febrero |
| Bairro          | 2 - 0 | Vitória          | 9 de febrero |

| Bairro           | 0 - 2 | Varanda         | 14 de febrero |
| Desportivo Praia | 1 - 1 | Celtic          | 15 de febrero |
| Travadores       | 3 - 0 | Vitória         | 15 de febrero |
| Tchadense        | 3 - 4 | Boavista        | 16 de febrero |
| Sporting Praia   | 2 - 1 | Académica Praia | 16 de febrero |

| Boavista        | 1 - 1 | Sporting Praia   | 21 de febrero |
| Vitória         | 2 - 1 | Tchadense        | 22 de febrero |
| Celtic          | 1 - 2 | Bairro           | 22 de febrero |
| Varanda         | 0 - 3 | Travadores       | 23 de febrero |
| Académica Praia | 1 - 1 | Desportivo Praia | 23 de febrero |

| Boavista       | 1 - 1 | Académica Praia  | 28 de febrero |
| Tchadense      | 3 - 2 | Varanda          | 1 de marzo    |
| Bairro         | 1 - 1 | Desportivo Praia | 1 de marzo    |
| Travadores     | 3 - 0 | Celtic           | 2 de marzo    |
| Sporting Praia | 5 - 0 | Vitória          | 2 de marzo    |

| Académica Praia  | 1 - 1 | Bairro         | 7 de marzo |
| Celtic           | 0 - 0 | Tchadense      | 8 de marzo |
| Vitória          | 1 - 1 | Boavista       | 8 de marzo |
| Varanda          | 0 - 4 | Sporting Praia | 9 de marzo |
| Desportivo Praia | 0 - 0 | Travadores     | 9 de marzo |

| Travadores     | 2 - 1 | Bairro           | 14 de marzo |
| Sporting Praia | 2 - 0 | Celtic           | 15 de marzo |
| Vitória        | 2 - 1 | Académica Praia  | 15 de marzo |
| Boavista       | 4 - 2 | Varanda          | 16 de marzo |
| Tchadense      | 0 - 5 | Desportivo Praia | 16 de marzo |

| Bairro           | 1 - 2 | Tchadense      | 21 de marzo |
| Desportivo Praia | 1 - 0 | Sporting Praia | 22 de marzo |
| Varanda          | 2 - 0 | Vitória        | 22 de marzo |
| Académica Praia  | 0 - 2 | Travadores     | 23 de marzo |
| Celtic           | 0 - 3 | Boavista       | 23 de marzo |

| Tchadense      | 1 - 2 | Travadores       | 28 de marzo |
| Boavista       | 1 - 3 | Desportivo Praia | 29 de marzo |
| Varanda        | 2 - 0 | Académica Praia  | 29 de marzo |
| Vitória        | 0 - 1 | Celtic           | 30 de marzo |
| Sporting Praia | 2 - 0 | Bairro           | 30 de marzo |

| Varanda        | 2 - 1 | Ribeira Grande | 26 de julio |
| Ribeira Grande | 2 - 3 | Varanda        | 30 de julio |

El Varanda mantiene la categoría.

### Evolución de las posiciones
| Equipo / Jornada        | 01 | 02 | 03 | 04 | 05 | 06 | 07 | 08 | 09 | 10 | 11 | 12 | 13 | 14 | 15 | 16 | 17 | 18 |
| ----------------------- | -- | -- | -- | -- | -- | -- | -- | -- | -- | -- | -- | -- | -- | -- | -- | -- | -- | -- |
| Académica da Praia      | 6  | 2  | 5  | 7  | 4  | 4  | 4  | 5  | 5  | 5  | 5  | 5  | 5  | 5  | 5  | 6  | 6  | 6  |
| AD Bairro               | 8  | 7  | 7  | 6  | 6  | 7  | 8  | 9  | 9  | 8  | 7  | 8  | 7  | 6  | 6  | 7  | 7  | 7  |
| FC Boavista             | 4  | 4  | 3  | 4  | 5  | 5  | 5  | 4  | 4  | 4  | 4  | 4  | 4  | 4  | 4  | 4  | 4  | 4  |
| Celtic                  | 2  | 6  | 6  | 5  | 7  | 8  | 7  | 8  | 8  | 9  | 8  | 6  | 8  | 8  | 8  | 8  | 9  | 8  |
| Desportivo da Praia     | 1  | 1  | 1  | 1  | 1  | 1  | 2  | 3  | 3  | 3  | 3  | 3  | 3  | 3  | 3  | 3  | 3  | 3  |
| Sporting Clube da Praia | 9  | 5  | 4  | 3  | 3  | 2  | 1  | 1  | 1  | 1  | 1  | 1  | 1  | 1  | 1  | 1  | 1  | 1  |
| Tchadense               | 5  | 8  | 9  | 10 | 10 | 10 | 9  | 7  | 7  | 7  | 9  | 9  | 9  | 9  | 9  | 9  | 8  | 9  |
| CD Travadores           | 3  | 3  | 2  | 2  | 2  | 3  | 3  | 2  | 2  | 2  | 2  | 2  | 2  | 2  | 2  | 2  | 2  | 2  |
| Varanda                 | 7  | 10 | 8  | 9  | 8  | 9  | 10 | 10 | 10 | 10 | 10 | 10 | 10 | 10 | 10 | 10 | 10 | 10 |
| Vitória                 | 10 | 9  | 10 | 8  | 9  | 6  | 6  | 6  | 6  | 6  | 6  | 7  | 6  | 7  | 7  | 5  | 5  | 5  |

| Campeón Sporting Clube da Praia 8.o título |

## Estadísticas
- Máximo goleador: Márcio (Desportivo da Praia)
- Portero menos batido:
- Mayor goleada:

Sporting Clube da Praia 5 - 0 Vitória (2 de marzo)
Tchadense 0 - 5 Desportivo da Praia (16 de marzo)
- Partido con más goles:

Tchadense 3 - 4 FC Boavista (16 de febrero)
- Mejor racha ganadora: Sporting Clube da Praia 8 jornadas (jornada 2 a 9)
- Mejor racha invicta: Sporting Clube da Praia 15 jornadas (jornada 2 a 16)
- Mejor racha marcando: Sporting Clube da Praia 15 jornadas (jornada 2 a 16)
- Mejores racha imbatida:

FC Boavista 4 jornadas (jornada 8 a 11)
CD Travadores 4 jornadas (jornada 12 a 15)